# Calophasia almoravida
Calophasia almoravida är en fjärilsart som beskrevs av Graslin 1863. Calophasia almoravida ingår i släktet Calophasia och familjen nattflyn. Inga underarter finns listade i Catalogue of Life.